# 성동일
성동일(成東鎰, 1964년 4월 27일 ~ )은 대한민국의 배우이다.

## 학력
- 서울서강초등학교 (졸업)
- 서강중학교 (졸업)
- 광성고등학교 (졸업)(1985년)
- 유한공업전문대학 기계설계학과 전문학사 (졸업)

## 약력
1984년 연극배우 데뷔하였으며, 1991년 SBS 서울방송 1기 공채 탤런트에 합격해 브라운관에도 데뷔하며 배우 활동을 시작하였다. 데뷔 초에는 그다지 두각을 나타내지 못하다가 1998년 30% 이상의 높은 시청률을 기록했던 SBS 드라마 《은실이》에서 코믹하고 질펀한 전라도 사투리를 구사하는 '빨간 양말' 양정팔 역으로 큰 인기를 끌면서 8년 간의 무명의 설움을 씻었다. 이후 이미지 변신을 목적으로 1999년 KBS 주말연속극 《유정》에서는 전혀 다른 진지한 이미지를 가진 대기업 회장의 아들인 재벌 2세 역할과 2000년 SBS 청춘 시트콤 《행진》에서는 대학 교수 역할을 맡아 출연하였으나, 《은실이》에서의 '빨간 양말' 이미지가 너무 강렬한 탓에 극중 역할의 이미지가 맞지 않다는 부적격 판정을 받고 출연 중인 드라마와 시트콤에서 중도 하차한다.
이후 한동안 음식점 사업 등을 하다가, 여러 드라마나 영화에도 출연해봤지만 크게 주목을 받지 못했다. 그러던 중 2009년 영화 《국가대표》 방 코치 역과 2010년 드라마 《추노》에서 천지호 역을 맡아 강렬한 존재감을 드러내며 명품 조연으로 등극하였다. 2013년 초부터 MBC 《일밤 - 아빠 어디가 시즌 1》에서 아들 성준과 고정 출연하며 많은 사랑을 받았고, 시즌 2에는 딸 성빈과 함께 출연하였다.

## 가족 관계
- 아내 박경혜(2003년 결혼)
- 장남 성준(2006년 6월 9일 ~ )
- 장녀 성빈(2008년 10월 12일 ~ )
- 차녀 성율(2011년 8월 8일 ~ )

## 연기 활동

### 영화
- 1991년 《미아리 텍사스》
- 2001년 《7인의 새벽》 ... 파이프광 역
- 2006년 《미녀는 괴로워》 ... 최 사장 역
- 2007년 《묘도야화》
- 2008년 《원스 어폰 어 타임》 ... 사장 역
- 2009년 《국가대표》 ... 방 코치 역
- 2009년 《홍길동의 후예》 ... 송재필 역
- 2010년 《마음이 2》 ... 혁필 역
- 2010년 《페스티발》 ... 기봉 역
- 2011년 《아이들...》 ... 박 형사 역
- 2011년 《수상한 고객들》 ... 박진석 역
- 2011년 《의뢰인》 ... 장호원 역
- 2011년 《특수본》 ... 박인무 역
- 2012년 《미쓰GO》 ... 성 반장 역
- 2012년 《아부의 왕》 ... 혀고수 역
- 2012년 《바람과 함께 사라지다》 ... 장수균 역
- 2012년 《가문의 귀환》 ... 장석태 역
- 2013년 《미스터고 3D》 ... 성충수 역
- 2013년 《아이리스 2: 더 무비》 ... 박준한 역
- 2014년 《수상한 그녀》 ... 반현철 역
- 2014년 《우아한 거짓말》 ... 곽만호 역
- 2015년 《허삼관》 ... 방씨 역
- 2015년 《탐정: 더 비기닝》 ... 노태수 역
- 2015년 《비밀》 ... 이상원 역
- 2016년 《특별수사: 사형수의 편지》 ... 김판수 역
- 2017년 《사랑하기 때문에》 ... 박찬일 형사 역
- 2017년 《더 킹》 ... 태수담임 역
- 2017년 《중2라도 괜찮아》 ... 파출소장 역
- 2017년 《리얼》 ... 조원근 역
- 2017년 《청년경찰》 ... 양성일 교수 역
- 2017년 《희생부활자》 ... 손영태 역
- 2017년 《반드시 잡는다》 ... 박평달 역
- 2018년 《레슬러》 ... 성수 역
- 2018년 《탐정: 리턴즈》 ... 노태수 역
- 2018년 《신과함께: 인과 연》 ... 동사무소 직원 역 (천만영화)
- 2018년 《안시성》 ... 우대 역
- 2019년 《걸캅스》 ... 강력3팀 팀장 역
- 2019년 《변신》 ... 박강구 역
- 2019년 《두번할까요》 ... 이 부장 역
- 2020년 《담보》 ... 두석 역
- 2022년 《해적: 도깨비 깃발》
- 2022년 《늑대사냥》 ... 오대웅 역 (본작의 진 최종 보스)
- 2024년 《하이재킹》 ... 규식 역
- 2025년 《동화지만 청불입니다》 ... 황창섭 역
- 2025년 《로비》 ... 전세빈 부 역 (특별출연)
- 2025년 《악마가 이사왔다》 - 정장수 역

### 드라마
- 1991년 SBS 개국특집극 《고래의 꿈》
- 1991년 SBS 개국특집극 《미늘》
- 1992년 SBS 소설극장 《관촌수필》
- 1993년 SBS 창사특집극 《촛불 켜는 사람들》
- 1993년 SBS 창사 3주년 특별기획드라마 《머나먼 쏭바강》 - 양용천 일병 역
- 1995년 SBS 주말극장 《옥이이모》 - 용진 역
- 1995년 SBS 창사 5주년 특별기획드라마 《코리아게이트》 - 대통령경호실 경호부처장 안재송 역 / 북한 124군부대 김신조 소위 역
- 1996년 SBS 일일연속극 《자전거를 타는 여자》
- 1997년 SBS 주말특별기획 《아름다운 그녀》
- 1997년 SBS 드라마 스페셜 《달팽이》
- 1998년 SBS 일일 시트콤 《순풍 산부인과》 - 60화 어렵게 아기 갖게 된 부부인 오리탕집 사장 역
- 1998년 SBS 월화 드라마 《은실이》 ... 양정팔 역
- 1998년 MBC 주간단막극 《베스트극장》
- 1999년 KBS2 주말연속극 《유정》 ... 안윤기 역
- 1999년 SBS 청춘시트콤 《행진》 ... 철학과 교수 역
- 2000년 SBS 주말극장 《왕룽의 대지》
- 2001년 KBS2 월화 미니시리즈 《쿨》 ... 장명호 역
- 2001년 KBS1 TV소설 《매화연가》
- 2002년 SBS 월화 대하드라마 《야인시대》 ... 장년 개코 역
- 2002년 SBS 주말 특별기획 《유리구두》
- 2002년 SBS 단막극 《오픈드라마 남과여 - 내 사랑 순정씨》 ... 만수 역
- 2003년 KBS2 단막극 《드라마시티 - 내가 결혼하려는 이유》 ... 매니저 역
- 2003년 SBS 주말극장 《태양의 남쪽》 ... 최태식 역
- 2003년 SBS 단막극 《오픈드라마 남과여 - 올가을엔 사랑할거야》 ... 달웅 역
- 2004년 SBS 주말 특별기획 《파리의 연인》 ... 강필보 역
- 2005년 SBS 주말 특별기획 《그린 로즈》 ... 정기사 역
- 2005년 SBS 광복 60주년 특별기획드라마 《패션 70's》
- 2006년 KBS2 단막극 《드라마시티 - 때밀이 넘버쓰리》 ... 종구 역
- 2006년 SBS 아침연속극 《사랑하고 싶다》 ... 백승태 역
- 2006년 SBS 드라마 스페셜 《돌아와요 순애씨》 ... 여객기 승객 역
- 2006년 MBC 단막극 《MBC 베스트극장 - 동네 한바퀴》 ... 이장 역
- 2007년 MBC 수목 미니시리즈 《뉴하트》 ... 흉부외과 이승재 부교수 역
- 2007년 SBS 드라마 스페셜 《마녀유희》 ... 이 팀장 역
- 2007년 SBS 주말 특별기획 《푸른 물고기》 ... 조동만 역
- 2007년 SBS 주말 특별기획 《칼잡이 오수정》 ... 칼고(한국명 고만수) 매니저 승규 역
- 2008년 MBC 아침연속극 《흔들리지마》 ... 박기철 역
- 2008년 MBC 수목 미니시리즈 《대한민국 변호사》 ... 오류동 역
- 2009년 SBS 아침연속극 《녹색마차》 ... 윤천근 역
- 2010년 KBS2 수목 특별기획드라마 《추노》 ... 천지호 역
- 2010년 SBS 드라마 스페셜 《내 여자친구는 구미호》 ... 반두홍 역
- 2010년 KBS2 수목 미니시리즈 《도망자 플랜 B》 ... 나까무라 황 역
- 2011년 MBC 수목 미니시리즈 《지고는 못살아》 ... 조정구 역
- 2011년 채널A 월화 미니시리즈 《컬러 오브 우먼》 ... 박찬호 역
- 2012년 tvN 화요 드라마 《응답하라 1997》 ... 성동일 역
- 2012년 KBS2 월화 미니시리즈 《해운대 연인들》 ... 부장검사 사칭한 수사관 역(카메오)
- 2012년 KBS2 수목 미니시리즈 《전우치》 ... 봉구 역
- 2013년 KBS2 수목 미니시리즈 《아이리스 2》 ... 박준한 역
- 2013년 KBS2 일일시트콤 《일말의 순정》 ... 개코 역
- 2013년 SBS 월화드라마 《장옥정 사랑에 살다》 ... 장현 역
- 2013년 tvN 금토 드라마 《응답하라 1994》 ... 성동일 역
- 2014년 tvN 금토 드라마 《갑동이》 ... 양철곤 역
- 2014년 SBS 드라마 스페셜 《괜찮아, 사랑이야》 ... 조동민 역
- 2015년 tvN 금토 드라마 《응답하라 1988》 ... 성동일 역
- 2016년 tvN 월화 드라마 《피리부는 사나이》 ... 오정학 팀장 역
- 2016년 tvN 금토 드라마 《디어 마이 프렌즈》 ... 박교수 역
- 2016년 SBS 월화 드라마 《달의 연인 - 보보경심 려》 ... 박수경 역
- 2016년 tvN 금토 드라마 《THE K2》
- 2016년 SBS 드라마 스페셜 《푸른 바다의 전설》 ... 양씨 / 마대영 역
- 2016년 KBS2 월화 드라마 《화랑》 ... 위화공 / 위화랑 역
- 2017년 JTBC 금토 드라마 《더 패키지》 ... 여행사 사장 역
- 2017년 tvN 수목 드라마 《슬기로운 감빵생활》 ... 조지호 주임 역
- 2018년 tvN 토일드라마 《라이브》 ... 기한솔 경정 역
- 2018년 JTBC 월화 드라마 《미스 함무라비》 ... 한세상 역
- 2018년 SBS 드라마 스페셜 《친애하는 판사님께》 ... 사마룡 역
- 2019년 OCN 주말드라마 《트랩》 ... 고동국 역
- 2019년 JTBC 월화 드라마 《보좌관 - 세상을 움직이는 사람들 시즌2》 ... 판사 역
- 2020년 tvN 월화드라마 《방법》 ... 진종현 역
- 2020년 tvN 목요드라마 《슬기로운 의사생활》 ... 정원 큰 형 역
- 2020년 TV CHOSUN 예능드라마 《어쩌다 가족》 ... 성동일 역
- 2020년 tvN 월화드라마 《외출》 ... (특별출연)
- 2021년 JTBC 수목 드라마 《시지프스 : the myth》 ... 박 사장 역
- 2021년 tvN 토일드라마 《지리산》 ... 조대진 역
- 2022년 tvN 월화드라마 《고스트 닥터》 ... 테스(오주명) 역
- 2022년 KBS2 수목드라마 《당신이 소원을 말하면》 ... 강태식 역
- 2022년 KBS2 월화드라마 《커튼콜》 ... 정상철 역
- 2023년 tvN 단막극 《O'PENing - 나를 쏘다》 … 이재건 역
- 2023년 디즈니+ 드라마 《한강》 … 도원일 역
- 2024년 JTBC 수목드라마 《놀아주는 여자》 … 전직 오봉파 두목 역
- 2024년~2025년 JTBC 토일드라마 《옥씨부인전》 … 성규진 역
- 2025년 JTBC 토일드라마 《협상의 기술》 … 송재식 역
- 2025년 tvN 드라마 《태풍상사》 … 강진영 역

### 연극
- 1993년 《이괄과 흥안군》 ... 밀산군 이찬 역(단역)

### 뮤지컬
- 1995년 《아가씨와 건달들》 ... 베니 사우드스트릿 역(남자 조연)

## 연기 외 기타 활동

### 텔레비전 프로그램
- 1997년 ~ 1999년 SBS 《토요미스테리극장》
- 2001년 KBS1 《체험 삶의 현장》 - 문짝은 아무나 다나?
- 2001년 KBS2 《TV는 사랑을 싣고》
- 2003년 KBS2 《비타민》
- 2005년 ~ 2006년 MBC 《정보토크 팔방미인》 - 보조 MC
- 2006년 ~ 2008년 MBC 《기분 좋은 날》 - 보조 MC
- 2007년 KBS 《놀라운 아시아》
- 2007년 KBS 《그랑프리쇼 여러분 - 불량아빠 클럽》
- 2007년 MBC 《두뇌발전소 Q》
- 2008년 OBS 《5人5色쇼 거위의 꿈》
- 2010년 KBS 《김승우의 승승장구》
- 2011년 KBS 《김승우의 승승장구》 - 몰래 온 손님 (김정태 편)
- 2011년 KBS 《해피선데이 - 1박 2일》 - 명품조연특집
- 2013년 MBC 《황금어장 - 무릎팍도사》
- 2013년 MBC 《일밤 - 아빠! 어디가?》
- 2014년 MBC 《일밤 - 아빠! 어디가? 시즌2》
- 2015년 SBS 《일요일이 좋다 - 런닝맨》 - 게스트 (영화 탐정 : 더 비기닝 홍보차 출연)
- 2017년 tvN 《수업을 바꿔라 시즌 2》
- 2018년 KBS2 《절찬상영중 - 철부지 브로망스》
- 2020년 tvN 《놀라운 토요일》...게스트
- 2020년 tvN 《바퀴 달린 집》
- 2025년 JTBC 《늦기 전에 어학연수 샬라샬라》

### 광고
- 1999년 LG생활건강 119
- 1999년 신용협동조합중앙회
- 1999년 LG텔레콤 019
- 1999년 유한양행 안티푸라민 에스로션
- 2005년 LG화재 매직카 (with 김명민)
- 2006년 한국가스안전공사 가스안전캠페인
- 2010년 SK플래닛 11번가
- 2010년 동아제약 박카스
- 2010년 롯데제과 명가 찰떡파이 찰떡아이스 (with 윤유선)
- 2010년 농심 뚝배기 설렁탕
- 2011년 국순당 생막걸리 (with 조여정)
- 2011년~2013년 현대스위스저축은행
- 2011년 동서식품 맥심 아이스 커피믹스 (with 이나영)
- 2013년 동양생명 수호천사 (with 원빈, 임예진, 이유비)
- 2013년 KT olleh LTE WARP (with 성준)
- 2013년 피자마루 몽뻬르피자 (with 성준)
- 2013년 마이크로소프트 windows 8 스토리 (with 성준)
- 2013년 NH농협생명
- 2013년~2014년 농심 떡국면, 사골 떡국면 (with 이일화, 김향기)
- 2014년 디아지오 윈저 블랙 위스키 (with 정우)
- 2014년 빕스 응답하라 스테이크 (with 유연석)
- 2014년 일월 온수매트 (with 성준)
- 2014년 비씨카드
- 2014년 홈플러스
- 2014년 KGC인삼공사 정관장 홍이장군 (with 성준, 성빈)
- 2014년~2016년 한국코와 카베진 코와 S
- 2015년~2016년 한국P&G 페브리즈
- 2015년 Supercell 붐비치 게임 (with 이선균, 곽도원, 고창석)
- 2016년 센스맘 아이러브 (with 혜리)
- 2016년 탈모닷컴 프리미엄TS샴푸
- 2016년 ~ 좋은라이프
- 2018년 잡코리아 알바몬 (with 안재홍)
- 2018년 AIA생명 바이탈리티
- 2020년 ~ 경기도일자리재단 경기도 청년기본소득
- 2020년 ~ 인천광역시 자원순환정책
- 2020년 ~ 명륜진사갈비
- 2020년 ~ 미스터아빠
- 2020년 ~ KCC 창호
- 2021년 ~ 쎌티아이50플러스
- 2021년 ~ 쿠카게임즈 삼국지 전략판
- 2021년 ~ GSK 부스트릭스
- 2022년 브레이브 모바일 숨고 (Soom go) (with 라미란, 이동휘, 한선화)
- 2022년 잡코리아 알바몬
- 2022년 히어로즈 테일즈 (with 김보라)

### 경력
- 1999년 ~ 화순군 명예군민
- 2000년 KOTV 사외이사
- 2005년 밝은미소운동본부 홍보위원
- 2011년 서인천세무서 일일명예민원봉사실장
- 2011년 인천나은병원 명예홍보대사
- 2014년 정관장 롯데백화점본점 일일점장
- 2019년 ~ 경찰청 명예경찰
- 2021년 ~ 국립공원 홍보대사

### 앨범
- 1999년 《빨간양말의 뽕짝메들리(영숙씨를 위한 순정블루스)》

### 라디오 프로그램
- 2016년 EBS FM 《EBS 책 읽는 라디오 낭독 시리즈》

## 수상 및 후보
| 연도 | 시상식                       | 부문                             | 작품                            | 결과 |
| ---- | ---------------------------- | -------------------------------- | ------------------------------- | ---- |
| 2005 | MBC 연기대상                 | 진행자부문 특별상                | 정보토크 팔방미인               | 수상 |
| 2006 | SBS 연기대상                 | 연속극부문 남자 조연상           | 사랑하고 싶다                   | 후보 |
| 2009 | 제17회 이천춘사대상영화제    | 남우조연상                       | 국가대표                        | 수상 |
| 2009 | 제30회 청룡영화상            | 남우조연상                       | 국가대표                        | 후보 |
| 2010 | 제7회 맥스무비 최고의 영화상 | 최고의 남자조연배우상            | 국가대표                        | 수상 |
| 2010 | SBS 연기대상                 | 드라마스페셜부문 남자 조연상     | 내 여자친구는 구미호            | 후보 |
| 2010 | KBS 연기대상                 | 남자 조연상                      | 추노, 도망자 플랜 B             | 수상 |
| 2013 | MBC 방송연예대상             | 쇼버라이어티부문 남자 우수상     | 아빠! 어디가?                   | 수상 |
| 2013 | MBC 방송연예대상             | 대상                             | 아빠! 어디가?                   | 수상 |
| 2013 | SBS 연기대상                 | 중편드라마부문 남자 우수연기상   | 장옥정, 사랑에 살다             | 수상 |
| 2014 | 제3회 에이판 스타 어워즈     | 남자 연기상                      | 괜찮아, 사랑이야, 응답하라 1994 | 후보 |
| 2014 | SBS 연기대상                 | 미니시리즈부문 남자 우수연기상   | 괜찮아, 사랑이야                | 수상 |
| 2016 | tvN 10 어워즈                | 스페셜 연기상                    | 응답하라 1988                   | 수상 |
| 2016 | SBS 연기대상                 | 판타지드라마부문 남자 특별연기상 | 푸른 바다의 전설                | 수상 |
| 2018 | 제7회 대한민국 베스트 스타상 | 베스트 인기 스타상               | 탐정: 리턴즈                    | 수상 |
| 2022 | KBS 연기대상                 | 남자 조연상                      | 커튼콜, 당신이 소원을 말하면    | 수상 |